# Samsung Pay

Samsung Pay logo

Samsung Pay — служба мобильных платежей, разработанная Samsung Electronics, которая позволяет пользователям осуществлять платежи, используя для этого поддерживаемые телефоны и прочую технику компании. Сервис, в отличие от Apple Pay, поддерживает не только NFC-платежи, но и оплату с применением технологии электромагнитной передачи (MST), которая позволяет производить оплату с помощью терминалов, поддерживающих только карты с магнитной полосой.
Служба была впервые запущена в Южной Корее 20 августа 2015, после чего была запущена в США 28 сентября того же года. В 2016 году, на международной выставке потребительской электроники (CES 2016), компания заявила, что в скором времени сервис Samsung Pay будет поддерживаться в Австралии, Бразилии, Испании и Сингапуре. В России сервис появился 29 сентября 2016 года.

## Описание службы
Samsung Pay был разработан на основе интеллектуальной собственности компании LoopPay — стартапа, который был приобретён компанией Samsung в феврале 2015 года. Основным отличием службы от служб конкурентов является способность эмуляции магнитной полосы платёжной карты, что делает технологию применимой почти для всех существующих терминалов с поддержкой оплаты по магнитной ленте. Все это возможно благодаря технологии «Магнитной защищённой передачи данных», в оригинале «Magnetic Secure Transmission» (MST), которая производит передачу данных карты на отверстие для проведения карты, используя электромагнитное поле, заставляя терминал думать, что была проведена настоящая карта.
Разработчики LoopPay начали данный проект с целью создания технологии, которая поддерживала бы примерно 90 % от всех платёжных терминалов, не считая тех, которые требуют физического нахождения карты внутри терминала для совершения транзакции.
На телефонах служба Samsung Pay запускается проведением пальца от нижнего края экрана вверх. В приложение могут быть загружены различные банковские и дисконтные карты. Выбор между ними осуществляется проведением пальца налево и направо по экрану в режиме платежа.
В мае 2016 года было анонсировано, что Samsung разрабатывает дополнительный сервис под названием Samsung Pay Mini. Данный сервис будет использован исключительно для интернет-платежей, являясь при этом кроссплатформенным.
С 2021 года все выпускаемые смартфоны семейства GALAXY перестанут оснащаться модулем MST, как это сделали в новой флагманской линейке S21, по причине активной цифровизации в мире и использования POS-терминалов с NFC технологией.
В августе 2021 года появилась возможность загрузки в Samsung Pay виртуальной карты Тройка.

## Безопасность
Меры безопасности Samsung Pay основаны на использовании токена вместо «чувствительной» информации платёжной карты, а также технологий Samsung Knox (поиск уязвимостей) и ARM TrustZone (защищённое хранилище для токенов и ключей).
При «привязке» карты к телефону сервер Samsung Pay генерирует для привязываемой карты токен (token PAN или digitized PAN (DPAN)) — случайное число, аналог номера карты; связка токен (DPAN) — зашифрованный номер карты (PAN) хранится на серверах Samsung (Token Vault). На мобильном устройстве хранится только номер токена.
Для доступа к токену устройство аутентифицирует владельца по отпечатку пальца (если поддерживается) или ПИН-коду.

### Процесс платежа и детокенизация
1. В момент платежа телефон передаёт на POS-терминал эквайера стандартизованный запрос, содержащий токен и криптограмму вместо номера карты.
2. Эквайер получает и передаёт в сеть платёжной системы запрос с токеном так же, как он передал бы номер карты.
3. Платёжная система понимает, что получен токен (DPAN) вместо PAN, обращается к хранилищу Token Vault и проводит детокенизацию — поиск реквизитов карты (PAN) по указанному токену.
4. Далее, используя найденный PAN, платёжная система проводит обычную авторизацию платежа в банке-эмитенте и возвращает результат (одобрение или отказ на совершение покупки) эквайеру в POS-терминал.

Таким образом, номер карты (PAN) не может быть скомпрометирован при несанкционированном доступе к мобильному устройству или при перехвате обмена данными между телефоном и POS-терминалом. Тем не менее, выпущенный токен можно заблокировать и запросить новый токен на ту же карту.
В августе 2016 года специалист по безопасности Сальвадор Мендоза (Salvador Mendoza) нашёл потенциальную уязвимость в Samsung Pay. По его словам, используемый приложением алгоритм создания временных токенов для оплаты не является случайным и, как следствие, может быть предсказуем. Он также разработал миниатюрное устройство, которое может перехватить токен во время оплаты, а также устройство, способное передать данные перехваченного токена на платёжный терминал. Исследователь также заявил, что время жизни токенов составляет не менее 24 часов, даже если пользователь их не использовал, а также если пользователь уже сгенерировал другие токены. В ответ на это в компании заявили: «если в системе появится потенциальная уязвимость, мы немедленно на неё среагируем и примем соответствующие меры».

## Доступность
| Дата              | Страны, где работает Samsung Pay |
| ----------------- | -------------------------------- |
| 20 августа, 2015  | Южная Корея                      |
| 28 сентября, 2015 | США                              |
| 29 марта, 2016    | Китай                            |
| 2 июня, 2016      | Испания                          |
| 10 июня, 2016     | Сингапур                         |
| 15 июня, 2016     | Австралия                        |
| 13 июля, 2016     | Пуэрто-Рико                      |
| 19 июля, 2016     | Бразилия                         |
| 7 ноября, 2016    | Канада                           |
| 9 декабря, 2016   | Малайзия                         |
| 22 марта, 2017    | Индия                            |
| 27 апреля, 2017   | Объединённые Арабские Эмираты    |
| 27 апреля, 2017   | Швеция                           |
| 17 мая, 2017      | Соединённое Королевство          |
| 23 мая, 2017      | Швейцария                        |
| 25 мая, 2017      | Гонконг                          |
| 3 сентября, 2017  | Тайвань                          |
| 28 сентября, 2017 | Вьетнам                          |
| 15 ноября, 2017   | Беларусь                         |
| 22 марта, 2018    | Италия                           |
| 26 апреля, 2018   | Франция                          |
| 21 августа, 2018  | ЮАР                              |
| 23 марта, 2019    | Индонезия                        |
| 21 января, 2020   | Казахстан                        |
| 20 сентября, 2020 | Кувейт                           |
| 28 октября, 2020  | Германия                         |

Глобальная доступность сервиса Samsung Pay

В мае 2016 года сообщалось, что Samsung разрабатывает побочный продукт, известный как Samsung Pay Mini. Эта услуга будет использоваться только для онлайн-платежей и также будет использоваться в качестве многоплатформенного сервиса.
В январе 2017 года Samsung подтвердила, что Samsung Pay Mini будет работать не только на собственных устройствах семейства Galaxy, но и на других телефонах Android, если они работают под управлением операционной системы Android Lollipop или выше и имеют разрешение экрана 1280×720 и более.
В июне 2017 года Samsung запустила сервис Samsung Pay Mini, который в настоящее время доступен на Galaxy J7 Max/On Max (в Индии).
В декабре 2018 года сервис мобильных платежей Samsung Pay стал доступен держателям карт «Мир» ещё пяти российских банков — Альфа-банка, «Почта банка», «Московского кредитного банка», МИнбанка и Алмазэргиэнбанка.
С 10 марта 2022 года Samsung Pay не работает с картами VISA и MasterCard на территории РФ в связи с вторжением в Украину, санкциями и уходом этих платежных систем из страны. Однако сервис работает с картами «Мир» посредством Мир Pay.
С 3 апреля 2024 года добавление и использование карт «Мир» в Samsung Pay стало недоступно.

## Поддерживаемые устройства

### Флагманские смартфоны

#### Galaxy S
- Samsung Galaxy S6 (включая S6 Edge,S6 Active только NFC) и S6 Edge+ (NFC и MST)
- Samsung Galaxy S7 (включая S7 Edge и Active)
- Samsung Galaxy S8 (включая S8+)
- Samsung Galaxy S9 (включая S9+)
- Samsung Galaxy S10 (включая S10e, S10+ S10 5G и S10 Lite)
- Samsung Galaxy S20 (включая S20+ и S20 Ultra и S20 FE)
- Samsung Galaxy S21 (включая S21+, S21 Ultra и S21 FE) - данная модель и модели новее поддерживают только NFC
- Samsung Galaxy S22 (включая S22+ и S22 Ultra)
- Samsung Galaxy S23 (включая S23+ и S23 Ultra)

#### Galaxy Note
- Samsung Galaxy Note 5
- Samsung Galaxy Note FE
- Samsung Galaxy Note 8
- Samsung Galaxy Note 9
- Samsung Galaxy Note 10, Galaxy Note 10+ и Galaxy Note 10 Lite
- Samsung Galaxy Note 20 и Note 20 Ultra

#### Galaxy Z
- Samsung Galaxy Z Flip
- Samsung Galaxy Z Fold 2
- Samsung Galaxy Z Fold 3
- Samsung Galaxy Z Fold 4

### Смартфоны среднего ценового сегмента

#### Galaxy A
- Samsung Galaxy A5 (2016)
- Samsung Galaxy A7 (2016)
- Samsung Galaxy A8 (2016) (только для Южной Кореи)
- Samsung Galaxy A9 (2016) (только для Китая и Бразилии)
- Samsung Galaxy A9 Pro (2016) (только для Китая, Бразилии и Юго-Восточной Азии, не включая Сингапур)
- Samsung Galaxy A3 (2017)
- Samsung Galaxy A5 (2017)
- Samsung Galaxy A7 (2017)
- Samsung Galaxy A7 (2018) (только NFC)
- Samsung Galaxy A8 (2018)
- Samsung Galaxy A8+ (2018)
- Samsung Galaxy A9 (2018) (только NFC)
- Samsung Galaxy A6 (2018) (только NFC)
- Samsung Galaxy A6+ (2018) (только NFC)
- Samsung Galaxy A20 (только NFC)
- Samsung Galaxy A30 (только NFC)
- Samsung Galaxy A40
- Samsung Galaxy A50 64GB (только NFC), 128GB (NFC и MST)
- Samsung Galaxy A50S (только NFC)
- Samsung Galaxy A41
- Samsung Galaxy A42 5G (только NFC)
- Samsung Galaxy A31 (только NFC)
- Samsung Galaxy A30S (только NFC)
- Samsung Galaxy A70
- Samsung Galaxy A80
- Samsung Galaxy A90 5G (только NFC)
- Samsung Galaxy A51 (включая 5G-версию)
- Samsung Galaxy A71 (включая 5G-версию)
- Samsung Galaxy A32 (только NFC)
- Samsung Galaxy A52 и A52 5G (только NFC)
- Samsung Galaxy A72 и A72 5G (только NFC)

#### Galaxy J
- Samsung Galaxy J5 & J7 (2016) (доступно только в отдельных странах)
- Samsung Galaxy J5 (2017)/J5 Pro (доступно только в отдельных странах)
- Samsung Galaxy J7 (2017)/J7 Pro (доступно только в отдельных странах)
- Samsung Galaxy J7 Max
- Samsung Galaxy J4+ (2018)
- Samsung Galaxy J6+ (2018)

#### Galaxy C и другие
Доступно пользователям Samsung Pay в Китае.
- Samsung Galaxy C5 (только пользователи из Китая)
- Samsung Galaxy C7 (только пользователи из Китая)
- Samsung Galaxy C9
- Samsung Galaxy C9 Pro
- Samsung Galaxy On5 (2016) (также известен как Galaxy J5 Prime в других странах)
- Samsung Galaxy On7 (2017) (также известен как Galaxy J7 Prime в других странах)
- Samsung W2017 (смартфон, не входящий в линейку «Galaxy»)

### Умные часы
- Samsung Gear S2 (только NFC)[42][43],
- Samsung Gear S3 (NFC и MST)[44],
- Samsung Gear Sport (только NFC)[44].
- Samsung Galaxy Watch (только NFC)
- Samsung Galaxy Watch Active (только NFC)
- Samsung Galaxy Watch Active2 (только NFC)
- Samsung Galaxy Watch3 (только NFC)
- Samsung Galaxy Watch4 (только NFC)
- Samsung Galaxy Watch5 (только NFC)